# Norwegisches Nobelkomitee

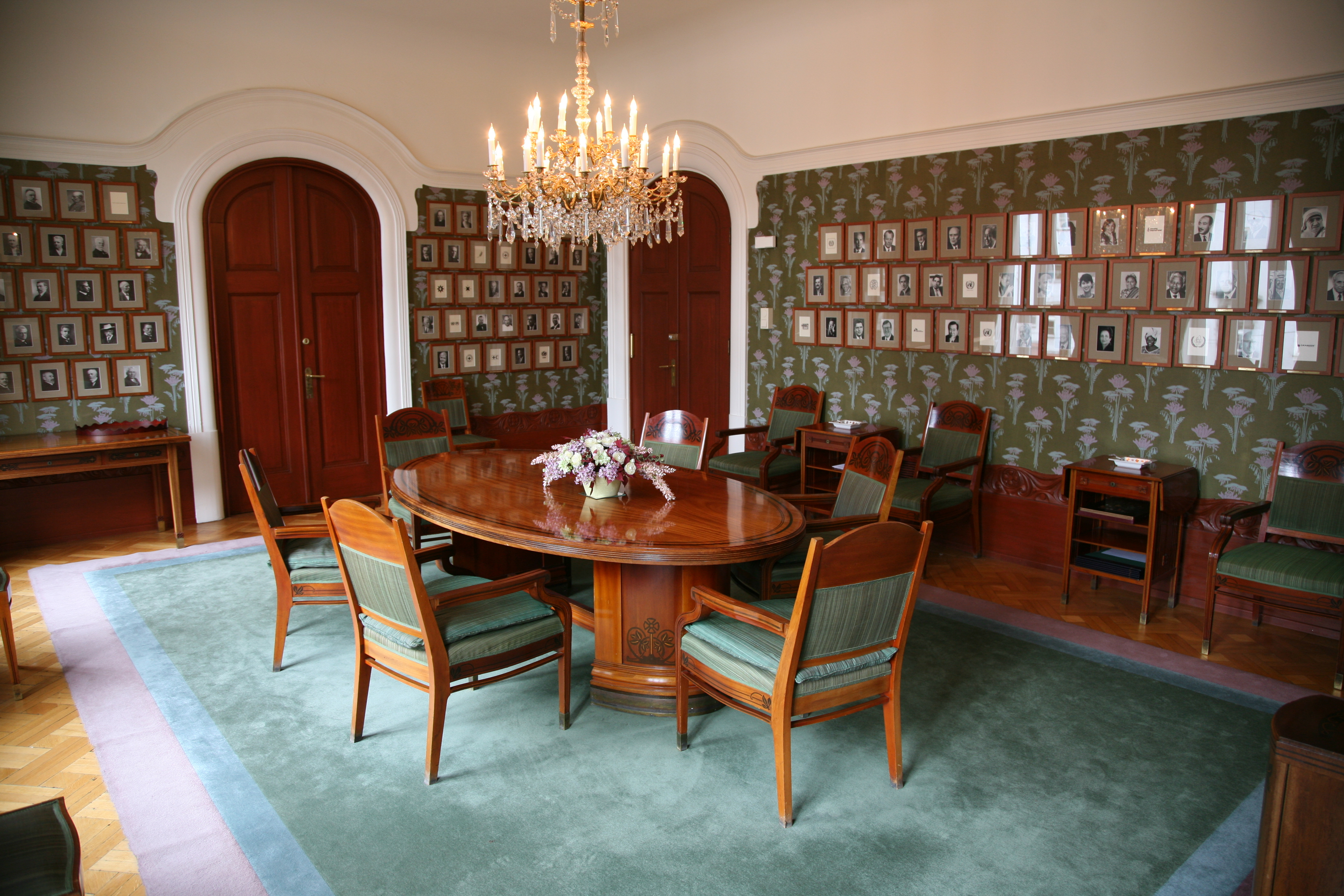
Sitzungsraum im Nobelinstitut

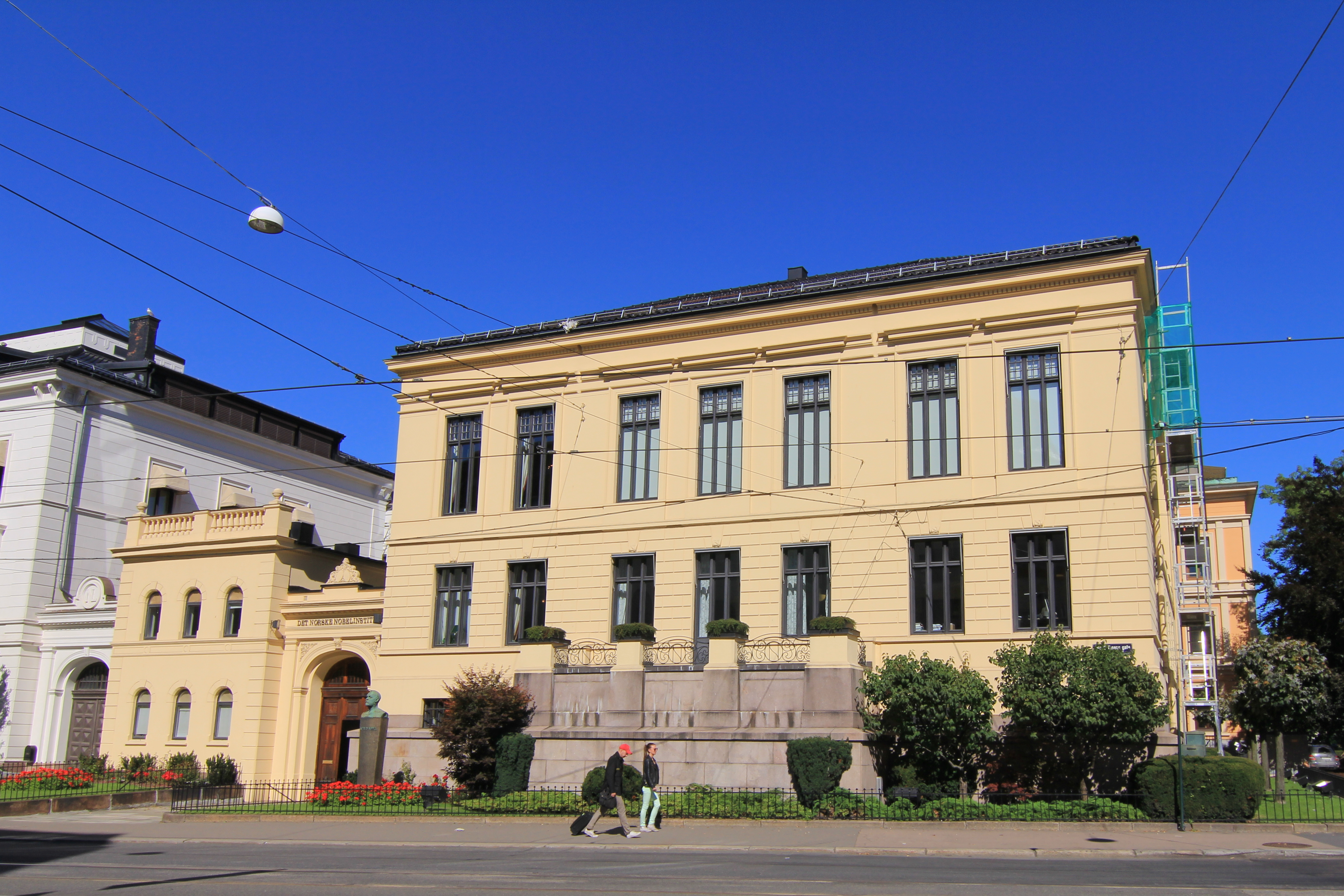
Nobelinstitut in Oslo

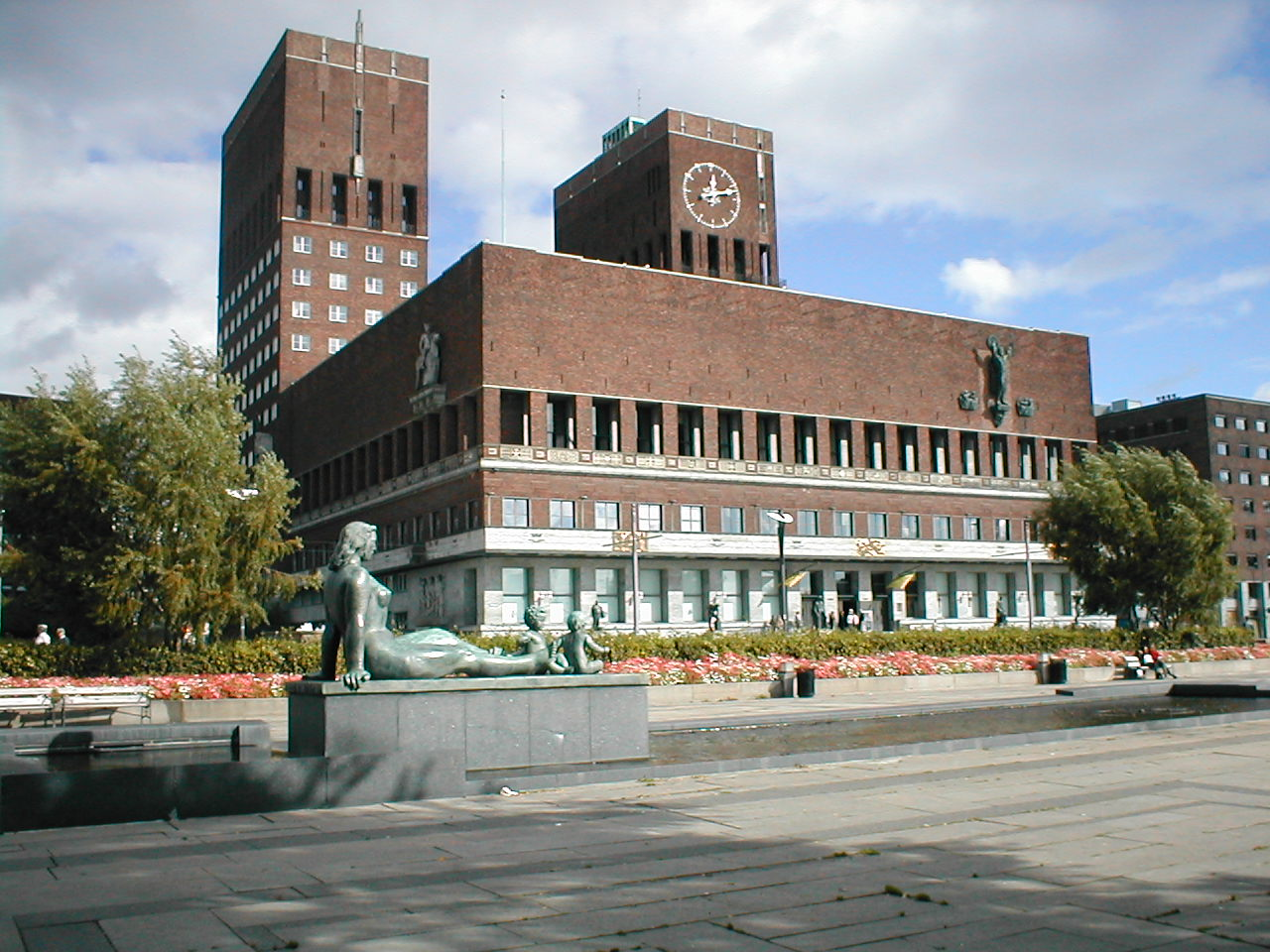
Verleihungsort Osloer Rathaus

Das Norwegische Nobelkomitee (norwegisch Den Norske Nobelkomite) ist das für die Verleihung des Friedensnobelpreises zuständige Gremium. Das Komitee besteht gemäß dem Testament Alfred Nobels aus fünf Mitgliedern, die das Norwegische Parlament Storting entsprechend seiner politischen Zusammensetzung bestimmt.
Das Komitee wählt aus seinen Reihen den Vorsitzenden und dessen Stellvertreter. Der Direktor des Nobel-Institutes stellt den Sekretär des Komitees.
Nobel hatte nicht eigens verfügt, dass nur Norweger Mitglieder werden sollten – das Norwegische Parlament beendete die Schwedisch-Norwegische Personalunion erst im Juni 1905 –, tatsächlich sah die Kommission bislang keinen Ausländer in ihren Reihen.
Die Amtszeit der Mitglieder beträgt sechs Jahre, wobei die Amtszeiten versetzt enden, so dass das Storting alle drei Jahre zwei bzw. drei Mitglieder bestimmt. Gleichzeitig werden drei Ersatzmitglieder bis zur nächsten Wahl, also für drei Jahre, bestimmt. Die Mitglieder können wiedergewählt werden.
Das Komitee entscheidet unabhängig und mehrheitlich, seine Angehörigen sind keinen externen Vorschriften unterworfen, Sitzungen werden nicht protokolliert; die Mitglieder unterliegen auch bei streitigen Entscheidungen keinem Zwang zur Rechtfertigung. Nach der Preisverleihung an Barack Obama besagte eine Indiskretion allerdings, Vorsitzender und Stellvertreter hätten die übrigen Mitglieder nur mühsam zur Wahl des US-Präsidenten überzeugt.

## Aktuelle Zusammensetzung
- Jørgen Watne Frydnes (* 1984), Politikwissenschaftler. Vorsitzender des Komitees seit 2024. Mitglied seit 2021, seine Amtszeit endet 2026. Jüngster Vorsitzender aller Zeiten.
- Asle Toje (* 1974). Toje ist Politikwissenschaftler mit Schwerpunkt Außenpolitik, er war Forschungsdirektor des Norwegischen Nobelinstituts. Seit 2018 ist er Mitglied und stellvertretender Vorsitzender des Komitees, seine Amtszeit endet 2029.
- Anne Enger (* 1949). Enger ist ehemalige Ministerin und war Vorsitzende der Senterpartiet. Mitglied seit 2018, ihre Amtszeit endet 2026.
- Kristin Clemet (* 1957), Ökonomin und ehemalige Ministerin. Mitglied seit 2021. Ihre Amtszeit endet 2026.
- Gry Larsen (* 1975), Politikerin. Mitglied seit 2024. Ihre Amtszeit endet 2029.

Sekretär des Komitees ist seit 2015 Olav Njølstad (* 1957), Historiker.